# Збоинский, Франц Ксаверий
Граф (с 1798) Франц Ксаверий Збоинский (пол. Franciszek Ksawery Zboiński; 12 августа 1751, Кикул, Липновский повет — 16 января 1818, Кикул, Липновский повет) — сенатор-воевода Царства Польского.

## Биография
Родился в 1751 году в Кикуле. Представитель рода Збоинских герба Огоньчик. Сын Игнатия Збоинского  (ок. 1714 — 1796) и Саломеи Фундамент-Карсницкой (1724—1776), дочери подкомория велюнского Константина Фундамент-Карсницкого (1700—1765).
Камергер короля Станислава Августа Понятовского (1776), каштелян Рацёнжский (1777—1790), каштелян Плоцкий (1790), кавалер ордена Святого Станислава (1778) и ордена Белого Орла (1791) — высшей награды Польши.
После Разделов Польши — подданный Пруссии. В июне 1798 года грамотой короля Пруссии Фридриха-Вильгельма III Збоинский был возведён в графское достоинство. 
В наполеоновском Герцогстве Варшавском был президентом Главной ревизионной палаты (1811) и сенатором-каштеляном (1812). В российском Царстве Польском стал  сенатором-воеводой (1816). Скончался в той же должности два года спустя (1818).